# Deyonta Davis
Deyonta Davis (Muskegon, Míchigan, 2 de diciembre de 1996) es un baloncestista estadounidense que pertenece a la plantilla de los Taoyuan Leopards de la Liga de Baloncesto de la ASEAN. Con 2,11 metros de estatura, juega en las posiciones de ala-pívot o pívot.

## Trayectoria deportiva

### Universidad
Tras participar en 2015, en su etapa de instituto, en el prestigioso McDonald's All-American Game, jugó una temporada con los Terrapins de la Universidad de Maryland, en la que promedió 7,5 puntos, 5,5 rebotes y 1,8 tapones por partido. Consiguió 64 tapones, el récord para un freshman y la segunda mejor marca de la historia del equipo. Al término de la temporada decidió intentar el salto a la NBA declarándose elegible en el draft.

#### Estadísticas
| Año     | Equipo         | PJ | PT | MPP  | %TC  | %3P  | %TL  | RPP | APP | ROB | TPP | PPP |
| ------- | -------------- | -- | -- | ---- | ---- | ---- | ---- | --- | --- | --- | --- | --- |
| 2015–16 | Michigan State | 35 | 16 | 18.6 | .598 | .000 | .605 | 5.5 | .7  | .3  | 1.8 | 7.5 |

### NBA
Fue elegido en la trigésimo primera posición del Draft de la NBA de 2016 por Boston Celtics, pero sus derechos fueron traspasados a Memphis Grizzlies.  Debutó el 26 de octubre en un partido ante Minnesota Timberwolves, en el que logró 2 rebotes.
El 17 de julio de 2018 fue traspasado, junto a Ben McLemore, una segunda ronda del draft de 2021 y dinero a Sacramento Kings a cambio de Garrett Temple.
El 19 de marzo de 2019 firmó un contrato por diez días con los Atlanta Hawks.
El 15 de enero de 2022, firma por los Taoyuan Leopards de la Liga de Baloncesto de la ASEAN.

## Estadísticas de su carrera en la NBA

### Temporada regular
| Año     | Equipo  | PJ  | PT | MPP  | %TC  | %3P  | %TL  | RPP | APP | ROB | TPP | PPP |
| ------- | ------- | --- | -- | ---- | ---- | ---- | ---- | --- | --- | --- | --- | --- |
| 2016-17 | Memphis | 36  | 0  | 6.6  | .511 | -    | .556 | 1.7 | 0.1 | 0.1 | 0.5 | 1.6 |
| 2017-18 | Memphis | 62  | 6  | 15.2 | .608 | -    | .667 | 4.0 | 0.6 | 0.2 | 0.6 | 5.8 |
| 2018-19 | Atlanta | 9   | 0  | 13.1 | .682 | .000 | .600 | 4.0 | 0.6 | 0.3 | 0.6 | 4.0 |
| Total   | Total   | 107 | 6  | 12.1 | .599 | .000 | .635 | 3.2 | 0.4 | 0.2 | 0.6 | 4.2 |

### Playoffs
| Año     | Equipo  | PJ | PT | MPP | %TC  | %3P  | %TL  | RPP | APP | ROB | TPP | PPP |
| ------- | ------- | -- | -- | --- | ---- | ---- | ---- | --- | --- | --- | --- | --- |
| 2016-17 | Memphis | 3  | 0  | 3.7 | .600 | .000 | .500 | 1.7 | 0.0 | 0.0 | 0.0 | 2.3 |
| Total   | Total   | 3  | 0  | 3.7 | .600 | .000 | .500 | 1.7 | 0.0 | 0.0 | 0.0 | 2.3 |